# ICICI银行
ICICI银行有限公司（英語：ICICI Bank Limited，中文名： 印度工业信贷投资银行，又译：爱西爱西爱银行）是一家印度的私营跨国银行和金融服务公司，其注册办事处设在古吉拉特邦巴罗达，公司办事处则在孟买国际展览中心。
ICICI银行从一个只提供项目融资的开发性金融机构发展为一个多元化的金融服务集团，现成为印度的“四大银行”和印度最大的私营银行。该行通过各种分销渠道和投资银行、人寿和非人寿保险、风险投资和资产管理领域的专业子公司，为企业和零售客户提供广泛的银行产品和金融服务。该行在印度各地拥有5,275家分行和15,589台ATM；此外，该行在英国和加拿大设有子公司，并在美国、新加坡、巴林、中国大陆、香港、卡塔尔、阿曼、迪拜和南非等地设有分行，在阿拉伯联合酋长国、孟加拉国、马来西亚和印度尼西亚设有代表处，其英国子公司还在比利时和德国设立了分支机构。

## 历史
ICICI银行是由印度工业信贷投资公司（英語：Industrial Credit and Investment Corporation of India，简称“ICICI”）于1994年在瓦多达拉成立的全资子公司。母公司ICICI成立于1955年，由世界银行、印度的公营银行和公营保险公司联合组建，目的是为印度工业提供项目融资。ICICI银行成立之初名为印度工业信贷投资银行（英語：Industrial Credit and Investment Corporation of India Bank），后改名为ICICI银行。
1998年，ICICI通过在印度公开发行股票，将其在ICICI银行的持股比例降至46%。1999年，ICICI成为第一家在纽约证券交易所上市的印度公司，也是第一家在纽约证券交易所上市的非日本的亚洲银行或金融机构。2002年，ICICI与ICICI银行以及ICICI子公司ICICI个人金融服务有限公司和ICICI资本服务有限公司进行反向兼并。
2008年金融危机爆发后，由于有传言称ICICI银行财务状况不佳，ICICI银行发生挤提事件，客户纷纷涌向其ATM和一些地方的营业网点。印度储备银行随后发布了关于ICICI银行财务实力的澄清，以消除谣言。

## 投资和收购
- 1997年：收购ITC Classic金融公司[15]
- 1997年：收购印度航运信贷和投资公司[16]
- 1998年：收购Anagram金融公司[17]
- 2001年：收购马杜拉银行有限公司（英语：Bank of Madura）[18]
- 2002年：收购Grindlays银行（英语：Grindlays Bank）大吉嶺和西姆拉分行[19]
- 2005年：收购Investitsionno-Kreditny银行[20]
- 2007年：收购Sangli银行[21]
- 2010年：收购拉贾斯坦银行（英语：Bank of Rajasthan）[22]
- 2020年：向Yes银行有限公司（英语：Yes Bank）投资1000亿卢比，使得ICICI银行持有其5%以上的股份。

## 子公司
| - ICICI保诚人寿保险有限公司 - ICICI伦巴第普通保险有限公司 - ICICI保诚资产管理有限公司 - ICICI保诚信托有限公司 - ICICI保诚退休金管理有限公司 - ICICI证券有限公司 - ICICI证券一级交易商有限公司 - ICICI创业基金管理有限公司 - ICICI家庭理财有限公司 - ICICI投资管理有限公司 - ICICI信托服务有限公司 | - ICICI银行加拿大 - ICICI银行美国 - ICICI银行英国公众有限公司 - ICICI银行德国 - ICICI银行欧亚有限责任公司 - ICICI证券控股公司 - ICICI证券公司 - ICICI国际有限公司 |

## 争议

### 不人道的追债方式
在银行部门崭露头角数年后，ICICI银行就其针对贷款违约者使用的追偿方法面临指控。部分追讨人员和银行雇员会威胁欠款人，甚至当众羞辱欠款人，并要求其“卖掉家里的一切，包括家庭成员”。2007年，更有欠款者因此自杀，引来了法律诉讼和银行支付巨额赔偿。

### 洗钱指控
2013年3月14日，在线杂志《Cobrapost》公布了其反洗钱监视行动“红蜘蛛行动”的视频录像。该录像显示，包括ICICI银行在内的印度三大银行，均有高层管理者和银行职员向卧底记者提供洗钱的方法，这一行为违反了《洗钱控制法》。曝光后，印度政府和印度储备银行下令进行调查。官员们提供了安全储物柜来藏匿黑钱，提供了不遵守印度央行准则的账户，还提供了假账户，以方便黑钱的转换，并对储户的身份进行保密。该事件曝光后，ICICI银行在次日便暂停了18名员工的职务，等待调查。最后，印度央行对ICICI银行处以一千万卢比的罚款。

### Chanda Kochhar欺诈案
2018年10月4日，该行时任总经理兼首席执行官Chanda Kochhar因涉嫌腐败而辞职。2019年1月，根据大法官Srikrishna领导的调查小组的报告，银行董事会正式将她解职。这也成为该国第一个要求收回员工奖金和福利的银行之一。2020年，印度执法局临时扣押了属于Chanda Kochhar的资产和股份，估计价值超过7.8亿卢比，与ICICI银行贷款案有关。